# Hợp tác chuỗi cung ứng
Trong quản lý chuỗi cung ứng, hợp tác chuỗi cung ứng được định nghĩa là hai hoặc nhiều công ty tự trị cùng làm việc để lập kế hoạch và thực hiện các hoạt động chuỗi cung ứng. Nó có thể mang lại lợi ích và lợi thế đáng kể cho các đối tác của mình. Nó đã được biết đến như một chiến lược hợp tác khi một hoặc nhiều công ty hoặc đơn vị kinh doanh làm việc cùng nhau để tạo ra lợi ích chung. Có hai loại hợp tác chính trong chuỗi cung ứng, cộng tác dọc và cộng tác theo chiều ngang. Hợp tác theo chiều dọc là sự hợp tác khi hai hoặc nhiều tổ chức thuộc các cấp hoặc giai đoạn khác nhau trong chuỗi cung ứng chia sẻ trách nhiệm, tài nguyên và thông tin hiệu suất của họ để phục vụ khách hàng cuối tương đối giống nhau; trong khi hợp tác theo chiều ngang là mối quan hệ liên tổ chức giữa hai hoặc nhiều công ty ở cùng cấp hoặc giai đoạn trong chuỗi cung ứng để cho phép dễ dàng hơn trong công việc và hợp tác để đạt được mục tiêu chung.

## Các hình thức và cách tiếp cận khác nhau của sự hợp tác chuỗi cung ứng

### Giao tiếp hợp tác
Giao tiếp hợp tác là quá trình truyền tải thông điệp và liên lạc giữa các đối tác trong chuỗi cung ứng về tần suất, hướng, phương thức và chiến lược ảnh hưởng. Giao tiếp mở, thường xuyên, cân bằng, hai chiều, đa cấp cho thấy mối quan hệ liên kết chặt chẽ.

### Thực hiện hợp tác
Thực hiện hợp tác là quá trình thực hiện các giao dịch chuỗi cung ứng theo cách hợp tác. Các nhà cung cấp sẽ làm việc với Người mua để đảm bảo số lượng phù hợp được giao đúng thời điểm theo hợp đồng. Khi đơn đặt hàng trải qua một vòng đời của đơn đặt hàng để giao hàng, ở mỗi giai đoạn cần có sự phối hợp chặt chẽ giữa các đối tác thương mại để thực hiện chính xác và hiệu quả

### Hợp đồng điều phối
Hợp đồng phối hợp được định nghĩa là một cơ chế phối hợp cung cấp các ưu đãi cho tất cả các thành viên để chuỗi cung ứng phi tập trung hoạt động gần giống hoặc chính xác như hợp nhất, bằng cách chỉ định các tham số hợp đồng như số lượng, giá cả, chất lượng và thời hạn, các hợp đồng được thiết kế để cải thiện mối quan hệ giữa nhà cung cấp và người mua.

### Chia sẻ thông tin
Chia sẻ thông tin là mức độ mà một công ty chia sẻ nhiều ý tưởng, kế hoạch và quy trình liên quan, chính xác, đầy đủ và bí mật với các đối tác trong chuỗi cung ứng của mình một cách kịp thời.

### Ra quyết định chung
Ra quyết định chung đề cập đến quá trình các đối tác trong chuỗi cung ứng phối hợp các quyết định trong lập kế hoạch và vận hành chuỗi cung ứng nhằm tối ưu hóa lợi ích của chuỗi cung ứng.

### Kiến thức chung
Sáng tạo kiến thức chung là mức độ mà các đối tác chuỗi cung ứng phát triển sự hiểu biết tốt hơn và phản ứng với thị trường và môi trường cạnh tranh bằng cách làm việc cùng nhau.

### Chia sẻ tài nguyên
Chia sẻ tài nguyên là quá trình tận dụng khả năng và tài sản và đầu tư vào khả năng và tài sản với các đối tác trong chuỗi cung ứng.